# Wolfgang Ortmann
Wolfgang Ortmann (1885-1967), was een Duitse tekenaar, kunstschilder en beeldhouwer. Zijn echtgenote was de Joodse Rika Baruch (1886-1941). Vóór de Eerste Wereldoorlog maakte de jonge Ortmann reeds advertenties en affiches voor een gasbedrijf in Duitsland.
Later zal Ortmann zich onderscheiden door de grote hoeveelheid door hem gemaakte kleurrijke omslagen voor bladmuziek. Op dit gebied is hij de meest productieve kunstenaar in Duitsland geweest. Deze bladmuziek met zijn tekeningen wordt over de hele wereld verzameld.

## Albums of bladmuziek van Ortmann: (selectie)
- Je moet niet huilen als je van elkaar af gaat ! (Wer wird denn weinen wenn man auseinander geht) (Ph. Hakkert Rotterdam)
- Sei meine Frau auf 24 Stunden (Heiki Berlin)
- Wat kon jij mal doen (Ed. Armando Amsterdam)
- Beim Tanz der Jugend: band 2 (Drei Masken Verlag)
- Dat is het oude lied van jonge luidjes (Das ist das alte Lied von Jongen Leuten) (B.H. Smit Amsterdam)
- Elly my Girl (Befa Verlag)
- Liesje m'n popje (Puppchen Liese) (B.H. Smit Amsterdam)
- Zu Tee und Tanz banden 1,2,3,4 en 5
- Leve de zee en het strand (An Wannsee) (Ph. Hakkert Rotterdam)
- Das Wunsch Konzert : band 1 (Richard Bombach Berlin)
- Clou, Modernes Tanz Album: (Richard Bombach Berlin)
- Laat me in je oogen lezen: Lass mich nur einmal: (Ph. Hakkert Rotterdam)
- Das ist Moritz: (Musikverlag Drei Sterne Berlin)
- Musik zum Tanz band 4. (geen uitgever bekend)
- Beliebte Opern-Weisen fur Akkordeon: (Math. Hohner Musikverlag)